# Бартак, Иосиф
Иосиф Бартак (правильнее Йозеф, чеш. Josef Barták; 9 августа 1842, Калиште, Австрийская империя (ныне Бенешов, Чехия) — 20 апреля 1878, Мерано, Италия) — австрийский чешский писатель-богослов, преподаватель, журналист и священник.
Изучал богословие в Праге, где в 1867 году был рукоположён в католические священники. Служил первым капелланом в Вельвари, откуда был направлен в Вену, в католический институт Августинеум, для продолжения образования. В 1869 году стал ординарным профессором на богословском факультете в Праге, но вскоре по причине грудной болезни был вынужден оставить преподавание и перешёл в Прчице, где стал духовником в отделении сестёр милосердия. Позже был замковым капелланом и библиотекарем графа Туна в Холтице. 
Считался талантливым и трудолюбивым писателем по части богословия, написал значительное количество статей для чешскоязычных католических периодических изданий, таких как «Časopis katolickégo duchovenstva», «Blahovést», «Čech», «Posvátné kazatelny», а также для издания «Kottov Slovnik». Был также особенно известен проводимыми им исследованиями о русской церкви. В ряде своих работ высказывал мнение, что современные ему успехи естественных наук ясно и точно интерпретируют истинность христианского учения.
Главные сочинения: «Cirkev ruská a neposkvrněné Početí. V ciirkvi ruské tré papežů», «Uživani jazyka mateřského liturgii» (в 1870 году опубликовано в «Časopis katolickégo duchovenstva», издание на немецком языке — Градец-Кралове, 1875), «Vocabula breviarii Romani» (Прага, 1876), «Stručná katolická dogmatika» (Берно, 1878); последняя работа предназначалась для высших учебных заведений по богословию и является самым известным его трудом.